# Ramacca
Ramacca est une commune italienne de la province de Catane dans la région Sicile en Italie.

## Administration
| Période                                  | Période | Identité | Étiquette | Qualité |
| ---------------------------------------- | ------- | -------- | --------- | ------- |
|                                          |         |          |           |         |
| Les données manquantes sont à compléter. |         |          |           |         |

### Hameau
Libertinia

### Communes limitrophes
Agira, Aidone, Assoro, Belpasso, Castel di Judica, Lentini, Mineo, Palagonia, Paternò, Raddusa